# 당나라
당(唐, 618년 ~ 907년)은 수나라와 오대 십국 시대 사이 존재한 중국의 통일왕조다. 수도는 오늘날의 시안인 장안이었다.
초대 황제인 이연은 수 양제의 이종사촌으로, 수나라 말기에 권력을 잡아 수나라를 무너뜨리고 당나라를 건국했다. 7세기와 8세기 기록에 따르면, 당시 정부에 등록된 인구 수는 약 5,000만 명으로 추산한다. 이후 중앙 정부가 붕괴해 인구수를 제대로 조사할 수 없었던 9세기에도 인구 수는 8,000만 명 정도로 증가했다고 추산한다. 이러한 인구수 덕분에 당나라는 중앙아시아를 지배하던 유목민을 상대하기 위해 전문적인 징집병을 양성할 수 있었고, 이를 통해 비단길을 장악할 수 있었다. 수많은 왕조와 국가가 당나라에 조공을 바쳤으며, 일부 지역은 당나라가 정복해서 간접 통치를 했다. 정치적 패권을 달성한 것 이외에도 당나라는 발해, 신라, 베트남, 일본과 같은 동아시아 각국의 문화에도 영향을 미쳤다. 당나라는 오랫동안 안정된 정치를 유지했으나, 안사의 난 이후 중앙집권체계가 쇠퇴하기 시작했다. 수나라 때와 마찬가지로 당나라는 선비족 8주국 군사를 통해 백성을 다스렸다. 사대부들은 과거제나 관리 추천을 통해 관직에 등용되었다. 9세기에 절도사로 알려진 지역 군 통치자들이 성장하면서 이러한 통치 체계는 흔들리기 시작했다.
중국 도자기 문화가 바로 이 시기에 정점을 찍었다고 평가받고 있다. 중국의 유명한 시인인 이백과 두보가 당나라 시대에 살았으며, 유명한 화가들인 한간, 장훤, 주방도 당나라 사람이다. 이 시기의 학자들은 다양한 역사책을 출간했으며, 지리서와 백과사전도 많이 출판되었다. 목판 인쇄의 발달과 같은 수많은 기술적 혁신도 당나라 시대 때 일어났다. 당나라 시대에 불교가 중국 문화에 중요한 영향을 미칠 정도로 확산되었고, 중국 고유의 불교 종파가 확대되었다. 하지만 당 무종이 폐불을 선언하면서 불교의 영향력은 쇠퇴했다. 9세기에는 왕조와 중앙 정부가 쇠퇴하기 시작했지만 예술과 문화는 계속 융성했다. 또한 9세기에도 여전히 당나라의 상업 활동과 무역은 지속되고 있었다. 그러나 9세기 후반 각지에서 일어난 반란으로 인해 관료제 전체가 타격을 입었고, 이는 사회 전반에 영향을 미치게 되었다.
위구르가 당나라의 요청을 받고 안사의 난을 막기 위해 당나라 수도인 장안을 쳐들어가 장안은 불태워지고 많은 당나라 후궁들이 약탈당했다. 당나라 현종은 위구르인들에게 장안에서 물러나길 요청하였고 위구르인 군사들이 장안에서 물러나는 조건으로 당나라 귀족들의 유부녀들은 승자측인 위구르 군인들에게 첩과 노예로 넘겨지게 되었다. 안사의 난으로 인해 쇠퇴하기 시작했던 당나라는 황소의 난 (875–884) 당시 장안과 낙양이 모두 약탈당하면서 큰 피해를 입었다. 당나라는 황소의 난을 진압하는데 성공했지만, 이 과정에서 황소를 제거하는데 도움을 준 군벌들이 성장했다. 이후 군벌 중 한 명이었던 주전충이 당 애제를 축출하고 907년 스스로 황제가 되어 후량을 건국함으로써 당나라는 멸망했다.

## 역사

### 기원
수나라 왕조의 외척이며 독고씨 등 친척이 모두 선비족이였던 선비족 출신 이연이 수나라 말기 혼란을 수습하고 618년 관롱집단과 함께 당나라의 개국을 선포하였다.
당 황조의 이씨는 수나라와 양씨와 같이 무천진 관롱집단 출신으로 북주,북위 이래 팔주국 십이장군을 칭하는 선비계이다. 당시 탁발씨가 북위를 세우고 북위의 선비족 장군 우문각타라니가 북주를 세우고 선비족 양견이 수를 세운 다음 선비의 장군이였던 이세민의 아버지가 북주의 군벌이자 대사마인 독고신(獨孤信)의 넷째 딸과 결혼하여 낳은 게 이세민이므로 이세민은 선비족이다. 북주 때 행해진 선비족 복고정책 때 당왕조의 이씨는 북주(北周)로부터 대야(大野)라는 성씨를 하사받는다. 중국 학계에서는 진인각(陈寅恪)이 당대정치사술론고(唐代政治史述論稿)에서 선비계의 관롱집단에 속하는 조군(趙郡)의 이씨가 당조를 건국했다는 것을 정론으로 하여, 정론으로 되어 있다. 또한 중화민국의 학자 조미원(姚薇元)은 북조호성고(北朝胡姓考)에서 당나라는 튀르크계의 고차(高車)에서 기원하였다고 주장하였다.
건국 당시 당나라의 북방에는 돌궐이 위치해 있었다. 북주 북제 때부터 선비족의 국가들은 돌궐에 복속되어 조공을 바쳤다. 돌궐의 4대 카간이었던 타스파르 카간(Taspar Qaghan)은 조공을 바치는 북주와 북제를 두고 "내가 남쪽의 두 아들를 효순하게만 하면 어찌 물자가 없음을 걱정할 필요가 있겠는가"라고 천하에 알릴 정도였다. 당나라 또한 중원을 정복하는데 돌궐의 협조가 필요하였다. 돌궐의 도움을 받은 이연은 돌궐 군사와 함께 중국의 장안까지 처들어가 수나라의 수도를 장안을 유린하였다. 돌궐에 군사 원조를 받은 이연은 수나라를 멸하고 장안에서 당나라를 건국하게 된다.

### 초기
본디 이연의 가문인 농서 이씨는 수나라 시절 북방을 다스리는 유력 가문이었다. 이들은 자신들을 도교의 창시자인 노자의 후손이라고 자칭하였으며, 오호 십육국 시대 서량의 시조인 이고의 핏줄이라고 주장하였다. 당나라의 첫 황제 이연의 모친은 태목황후(太穆皇后) 두씨(竇氏)였다. 참고로 당나라의 첫 황제 이연의 모계 쪽은 탁발선비족이었다.
이연은 수나라 말기에 당국공으로 산시성(山西省)의 지배자였는데, 수나라가 고구려를 멸망시키기 위하여 대규모 전쟁을 일으켰으나 이에 실패하면서 정국이 크게 혼란해지자 점차 새로운 황조를 개국할 마음을 먹게 되었다. 이연은 이미 상당한 군사적 경험과 부를 축적하였으며, 사람들의 지지까지 받으며 힘을 키우고 있었던 것이다. 게다가 이연은 수나라 황실과 이종사촌 관계를 맺고 있기도 하였다. 이연은 아들인 이세민의 조언을 받아 617년에 반란을 일으켰고, 그의 아들인 이세민과 딸이자 여걸이었던 평양공주(平陽公主)가 군사를 지휘하였다. 617년 겨울, 이연은 장안을 함락하였고, 당시 수나라 황제였던 양제를 사실상 폐위시켜 태상황으로 만들었고, 대신 양제의 손자인 양유(楊侑)를 수나라 공제(恭帝)로 즉위시켜 꼭두각시처럼 만들었다. 이연에게 굴복한 양유는 조서를 내려 이연에게 가월(假鉞)의 칭호를 하사하고 사지절(使持節) 겸 대도독내외제군사(大都督內外諸軍事) 및 대승상(大丞相), 당왕(唐王)에 봉하여 모든 권한을 넘겨 주었다. 618년 6월 18일에 양제가 휘하의 장수인 우문화급에게 살해당하자, 이연은 6월에 공제에게 제위를 선양받아 당나라의 건국을 선포하였다.
이연은 이후 고조로 즉위하여 626년까지 중국을 통치하였다. 하지만 그는 그의 아들인 이세민에게 의하여 강제로 양위해야만 했다. 18세의 나이부터 군사를 다룰 정도로 문무에 뛰어났던 이세민은 당나라의 건국 과정에서 많은 공을 세우며 황제의 신임을 받았다. 당 고조는 이세민을 진왕이자 천책상장(天策上將)으로 봉할 정도로 그를 아꼈다. 이세민이 이처럼 황제의 신임을 받자 장남이자 황태자였던 이건성과 삼남 이원길이 불안을 느꼈고, 그에 대한 유언비어를 퍼뜨리는 등 견제를 하기 시작하였다. 이후에도 형제들 간의 갈등은 증폭되었고, 결국 이세민은 스스로 군사를 일으켜 궁궐 내에서 이 2명의 형제들을 살해하였는데 이를 현무문의 변이라고 한다. 이세민은 이후 황태자에 봉해졌고, 고조는 반강제로 이세민에게 양위하고 황위에서 물러났다.

#### 정관의 치
태종 이세민은 비록 형제들을 죽이고 아버지를 쫓아내고 제위에 오르는 등 황위에 오르는 과정에서는 유교적 가치들을 범하였으나, 제위에 오르고 난 이후에는 그 누구보다 뛰어난 능력을 발휘하며 당나라 최고의 명군으로 자리매김하였다. 그는 항상 대신들의 조언들을 귀기울여 들었으며, 백성들의 생활을 잘 보살핀 황제였다. 628년에는 전쟁의 희생자들을 위하여 법회를 열었으며 629년에는 주요 전투가 일어났던 전장지에 사찰들을 세워 중들이 전쟁에서 죽은 이들을 편을 가리지 않고 모두에게 기도할 수 있도록 하였다.
건국 당시 당나라의 북방에는 돌궐이 위치해 있었다. 일찍이 수 문제는 갈등관계를 이어오던 돌궐이 조공을 하도록 영향을 행사하고 분열을 조장하여 세력을 약화시킨 바가 있었는데, 태종에 이르러 돌궐을 정복함으로써, 태종은 한족의 황제인 동시에 모든 북방민족을 아우르는 천가한 칭호를 겸하게 되었다. 태종은 고창국과 비단길 일대를 장악하고 돌궐을 멸하여 당나라의 영토를 크게 넓히고 성장하였다. 또한 조세제도와 토지제도와 군사제도도 정비하였다.(조용조) 이러한 것들이 복합적으로 이뤄지자 당나라 시대의 율령 체제가 완성되었으며 국가 발전의 기틀이 잡혔다. 태종이 황제였던 시대에 이러한 치세를 두고 정관의 치라고 부른다.

#### 고구려와 당 전쟁

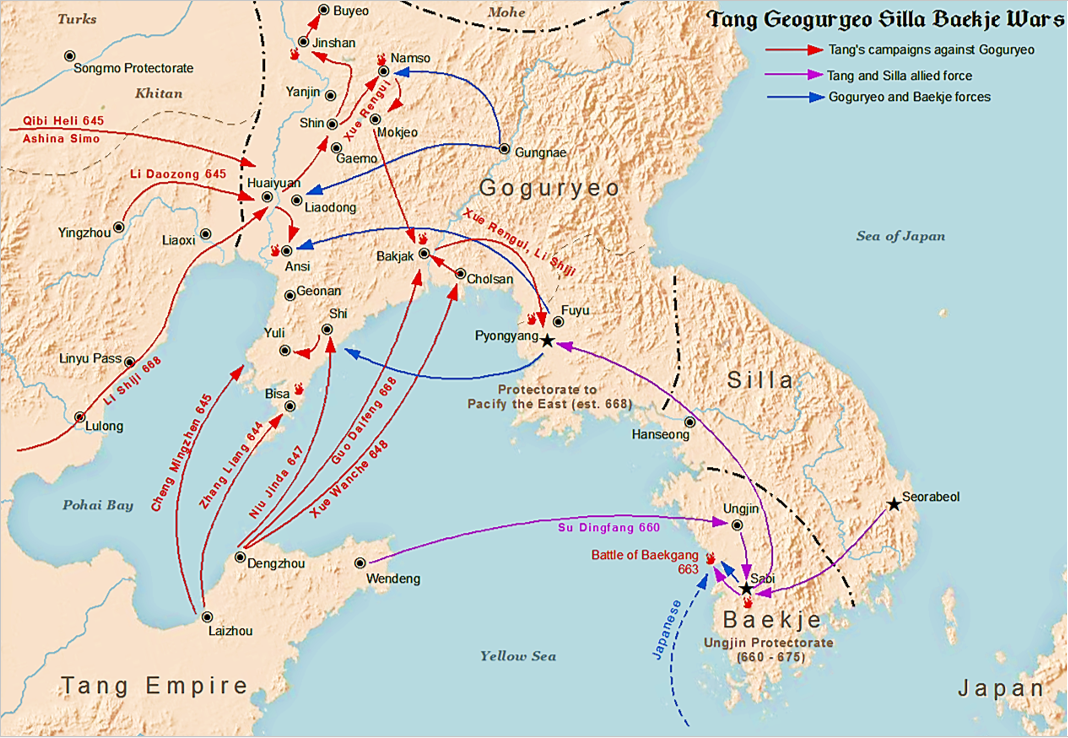
당나라와 삼국 간의 전쟁 상황도

당 태종은 즉위할 무렵 잠잠하던 돌궐의 침략을 받게 되었다. 이에 태종은 군사를 일으켜 돌궐족을 공격하여 이겼고, 당나라는 돌궐족을 멸망시키고 그 영토를 차지하게 되었다. 태종은 서쪽의 고창국 등 여러 국가를 공격해 정복하고서 책봉을 받았다. 이때 고구려의 장군 연개소문은 영류왕을 죽였고, 실권 잡고서 보장왕을 옹립했다. 이 사실을 안 태종은 일단은 고구려와 동맹을 맺어 국력을 강화시키는 데 주력했고 그러는 한편 첩자를 파견해 지리를 파악해 요동 일대에 천리장성을 쌓았다는 정보를 얻는다. 그렇지만 아직까지도 태종은 관심을 두지 않았고 오히려 남쪽으로 베트남의 부족들을 토벌해 교지 지역을 얻었다. 이후 당나라는 고구려를 상대로 전쟁의 빌미를 잡았고, 그 직후 군사를 모아 정벌을 떠났다. 당시의 군사는 보병 7만명, 수병 6만명과 기병 3만명으로 추정된다. 고구려의 요동방어선이 무너지자 당시 고구려의 대막리지였던 연개소문은 15만 구원군을 급파하지만, 보병과 기병으로 구성된 태종의 친정군에게 크게 패하고 3만명이 사로잡혔다. 그러나 태종은 양만춘(梁萬春)이 방어하고 있던 안시성을 점령하지 못했고 시간을 끌게 되자, 겨울이 되어 군량 등의 공급에 차질이 생겨 결국은 철수했다. 이후로도 태종이 고구려에 병력을 파견하기도 하지만 번번히 실패했다.
이후 즉위한 고종은 신라의 요청이란 명분으로 한반도로 군대를 출병시켰고, 이로 인하여 660년 백제가 멸망시키는 데에 성공하였다. 당나라는 곧바로 661년 고구려로 향해 평양성을 포위하지만 투르크계 철륵의 반란과 결정적으로 옥저도 행군총관 방효태의 패배와 소정방의 고립 등으로 말미암아 실패했지만, 연남생의 귀순으로 고구려의 내분을 감지하고서 667년 병력을 일으켜 668년 9월 고구려를 멸망시키는 데에도 성공하였다. 이후 당나라는 고구려의 옛 땅에 안동도호부, 백제의 옛 땅에 웅진도독부, 신라의 땅에는 계림대도독부를 설치하여 한반도를 완전한 중국 영향력 내에 넣으려 시도하였으나, 이에 반발한 신라가 고구려와 백제의 유민들과 힘을 합쳐 나당 전쟁을 벌이고 당나라를 쫓아내는 데에 성공하며 당나라의 이러한 시도는 무위로 돌아가게 되었다.

### 중기

#### 측천무후
측천무후는 당태종의 후궁으로 처음 궁으로 들어왔으나, 얼마 지나지 않아 늙은 태종을 제치고 궁에서 가장 권력이 강력한 인물로 떠올랐다. 그후 그의 아들인 당고종의 후궁으로 들어갔고,이윽고 황후가 되었다. 그녀가 권력을 잡은 방법은 매우 잔인하고 냉정하였는데, 야사에 의하면 그녀가 직접 그녀가 낳은 자식을 죽인 후에 그 죄를 당시 고종의 황후에게 돌려 황후를 쫓아내고 자신이 그 자리를 꿰찼다고 하는 말이 있을 정도였다. 고종은 655년에 쓰러졌고, 황실의 대소사를 거의 측천무후와 상의하여 처리할 정도로 그녀에게 대부분의 국정을 일임하였다. 측천무후는 수렴 뒤에 앉아 대리청정을 하기 시작하였다. 측천무후는 당시 황태자였던 이충(李忠)을 폐위시켰고, 자신의 장남인 이홍을 그 자리에 올렸다. 허나 이홍은 측천무후의 뜻에 어긋나는 언행을 한 이후 의문사하였고, 무후는 이홍을 대신하여 차남 이현(李賢)을 황태자로 세웠다.
683년에는 드디어 고종 황제가 사망했고, 이현이 황위에 올라 중종으로 즉위하였다. 중종은 그의 아내였던 위황후의 측근들을 대거 임용하였고, 친정아버지인 위현정을 시중으로 세우려 하였다. 이는 측천무후의 분노를 샀고, 중종은 결국 즉위한 지 6주만에 자리에서 쫓겨났다. 측천무후는 중종을 여릉왕으로 격을 낮추어 내쫓았고, 4남이었던 예종을 새로운 황제로 옹립하였다. 이로 인하여 황족들 가운데에서 684년에 반란이 일어났으나, 측천무후의 군대가 2달도 되지 않아 이들을 진압하였다. 그녀는 690년 10월 19일에 예종에게 선양받아 여황으로 즉위하여 주(周)나라를 건국했다. 무후는 엄격한 감시 체제에 기대어 공포정치를 펼쳤고 정적들을 가차없이 처벌하였으며 또한 수도를 장안에서 낙양으로 옮기려 하였다. 측천무후는 혹리들을 이용하여 고발 제도를 크게 활성화하였고, 이 때문에 조정의 신하들은 하루하루를 살얼음판에서 보냈다고 전해진다. 다만 측천무후는 적인걸과 같은 뛰어난 재상들을 등용하며 내치를 성공적으로 이끌었으며, 국정 운영에도 상당한 능력을 발휘하며 일반 서민들의 생활을 안정시켰다. 이때의 안정이 나중에 현종 시대의 개원의 치의 밑바탕이 되어주었다는 주장도 있을 정도이다. 측천무후의 재위기에는 무후의 막강한 권위를 바탕으로 무씨 가문들이 득세하였다. 699년 즈음에는 측근들의 폐단이 워낙 심각해졌고, 705년에 측천무후가 병이 들어 몸이 약해지자 주위에서는 다시 이씨의 당나라에게 제위를 돌려주라는 압박이 강해졌다. 결국 705년 2월 23일에 당나라 중종이 다시 제위에 올랐으며, 무주는 멸망하고 당나라는 3월 3일에 공식적으로 복귀에 성공한다.

#### 개원의 치
당나라에서는 측천무후 이후에도 여성들이 권력을 잡고 국정을 좌지우지하였다. 706년에는 중종 황제의 아내였던 위황후가 황제를 꼬드겨 그녀의 딸과 누이들로 조정의 요직들을 맡게 하였고, 709년에는 오직 아들들에게만 허가되어있던 상속권을 여성들도 맡을 수 있게 법을 개정하였다. 위황후와 안락공주 모녀는 결국 중종을 독살하였고, 대신 상제 이중무를 새로운 허수아비 황제로 내세웠다. 2주 후, 임치왕 이륭기가 부하들을 거느리고 궁으로 들어와 위황후와 측근들을 베고 다시 예종을 황위에 복귀시켰다. 하지만 중종이 위황후에게 좌지우지당했듯이 예종도 태평공주에게 휘둘렸고, 712년에 태평공주가 반란을 일으켰다가 실패하여 714년에 목매어 자살한 이후에는 예종이 현종에게 제위를 물려주었다.
당나라는 측천무후의 내란으로 잠시 쇠퇴하였다가 현종 때에 다시 부흥하니 이를 개원의 치라고 한다. 현종은 44년 동안 통치하였고, 이 시기 당나라는 이란의 조로아스터교와 기독교 교회인 경교가 전래될 정도로 국제적이고 개방적인 모습을 띠었다. 현종은 그 시대에도 상당히 진보적인 정책들을 폈는데, 747년에는 사형제를 폐지하였으며 모든 사형수들은 황제의 재가를 받은 경우에만 처형당하도록 하였다. 이 대문에 730년에는 중국 전체에서 오직 730여 명의 사람들만 처형당했을 정도였다. 현종은 대신들에게 의견을 물으며 현명한 정치를 펼쳤으며, 장구령과 같은 명재상들을 임용하여 디플레이션을 해소하고 동전의 사적 발행, 사용을 장려하여 돈의 흐름을 원활히 하였다. 다만 그의 후임자인 이임보는 동전 발행을 국가가 독점해야 한다고 주장하였다. 현종은 안으로는 민생의 안정을 꾀하고 조운 개량과 둔전 개발 등으로 경제를 충실히 하였으며 부병제의 붕괴에 대처하여 신병제를 정비하였다. 또한 동돌궐, 토번, 거란 등의 이민족의 침공을 막았고, 수년간의 태평성세를 이루었다. 허나 현종의 이러한 통치기는 741년 즈음부터 현종이 며느리였던 양귀비에게 빠지며 퇴색하게 된다. 현종은 양귀비와 놀며 슬슬 국정을 방임하기 시작한 것이다. 737년 이후, 현종은 오랫동안 집권한 재상인 이임보에게 대부분의 국정을 떠맡겼고, 이임보는 비-한족 인사들에게 막대한 권력을 부여하고 군권을 주며 마음대로 국정을 좌지우지하였다. 이러한 정책은 결국 당나라 후기에 전국 각지에서 대규모의 반란이 일어나는 결과를 초래하게 된다.
750년에 현종은 석국(石國), 즉 타슈켄트가 제대로 조공을 바치지 않는다는 이유로 타슈켄트와의 전쟁을 감행한다. 당나라 군은 승승장구하여 수도인 타슈켄트를 점령하고 장안에서 타슈켄트의 왕을 처형했다. 그러자 타슈켄트의 왕자가 당나라 군을 몰아내기 위해 대식국(아랍)에게 도움을 요청했고 결국 751년 4만 명의 아랍과 투르크 연합군이 오늘날의 키르기스스탄에 있는 탈라스 강에서 고선지가 이끄는 당나라 군대와 맞섰다. 당시 세계 최강국인 당나라의 군사력을 자랑하던 당나라 군이었으나, 아랍군이 당이 다민족 군대인 것을 이용해 내분을 일으켜 탈라스 강 전투에서 고선지는 대패하고 말았다. 이 전투로 겨우 몇 천 명의 당나라 군사만이 살아 돌아갔고, 아랍이 서역의 패권을 차지해 이슬람의 영향권에 들게 되었다.

#### 안사의 난과 쇠퇴

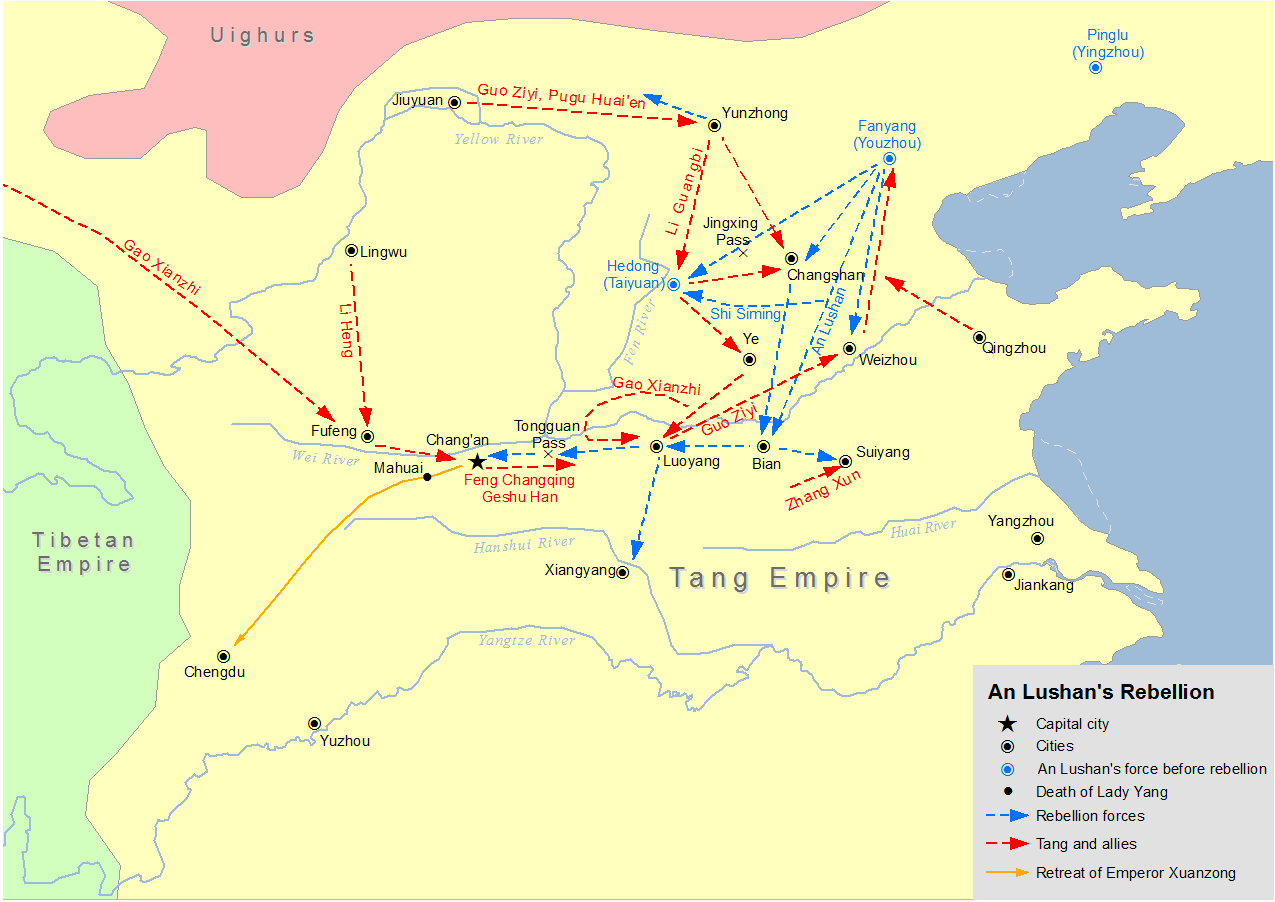
안사의 난 상황도

당나라는 8세기 중반까지 국력이 최고조에 달했으나, 안사의 난이 일어나며 쇠퇴하기 시작하였다. 안사의 난의 주도자였던 안록산은 반은 소그디아나인, 반은 투르크인으로서 744년 이래 당나라의 장군이었다. 그는 744년에 만주에서 변방의 민족들과 싸우며 경험을 쌓았으나 딱히 공을 세우지는 못하였다. 안록산은 허베이성 인근을 통치하며 힘을 모았고, 결국 10만 명이 넘는 대군을 동원하여 반란을 일으켰던 것이다. 그는 한시적으로 자신을 황제로 참칭하였고, 연나라를 건국하였다. 당나라는 곽자의와 같은 명장들의 공으로 초기에는 승리를 거두었으나, 이미 무너져가던 당나라 군대는 변방에서 단련된 안록산의 군대에게 상대가 되지 못하였다. 결국 조정은 장안에서 피난을 갔으며, 결국 현종은 쓰촨성으로 달아난 채로 위구르 칸국에게 구원을 청했다. 위구르의 칸이었던 바얀추르 칸은 이 구원 요청에 크게 기뻐했고, 당나라의 공주를 자신의 신부로 맞는 등 우호 관계를 다지며 이 요청에 응했다. 위구르 족은 당나라가 다시 장안을 정복하는 것을 도왔으나, 당나라가 막대한 양의 비단으로 배상하기 전까지 군대를 물리는 것을 거부하였다. 티베트도 당나라가 흔들리는 것을 감지하고 군대를 동원하여 중국 대륙을 약탈하였으며, 842년에 티베트 제국이 무너지고 난 이후에도 당나라는 중앙아시아를 되찾을 힘이 없을 정도로 전락하였다. 당시 당나라의 쇠락이 워낙 심했기에 과거제의 주제도 '왜 당나라가 쇠락하고 있는가?'라는 주제가 나올 정도였다. 안록산은 757년에 환관들 중 한 명에게 살해당하기는 하였으나, 763년에 안록산의 부장 사사명이 아들에게 살해당하기 전까지 전국에서는 여전히 혼란과 소요가 계속되었다.
대략 710년 경부터는 지방의 절도사들이 막강한 군권을 바탕으로 점차 권력을 노리기 시작하고 중앙 정부에 반항하기 시작하였다. 특히 안사의 난 이후에는 허베이성의 절도사들이 가진 자치권과 권력이 중앙 정부의 통제를 넘어섰으며, 781년과 784년 사이에 일어난 반란들 이후에는 중앙 조정이 반란이 일어날 때 빠르게 진압할 수 있도록 허베이, 산동, 후베이, 허난성의 절도사들에게 조정의 재가 없이 마음대로 지방의 대소사들을 처리할 수 있는 권한을 주어버렸다. 당나라는 이들이 지방에서 일어나는 소요들을 빠르게 진압하고 조정에게 충성을 유지하기를 바랐던 것이다. 조정은 이들에게 독자적인 군대를 보유할 수 있는 권한, 조세권, 직위 승계권까지 주며 막대한 권한을 주었다. 시간이 흐르자 절도사들은 점차 중앙에서 파견된 관리들의 통제를 벗어났고, 나중에는 군벌에 가까울 정도로 독립적으로 변하였다. 이러한 절도사들의 난립은 960년에 송나라의 중앙집권제가 구축될 때까지 계속되었다. 이 당시에는 사람들이 자유롭게 땅을 팔고 살수 있었는데, 이 때문에 부유한 지주들이 강제로 가난한 자들의 땅을 빼앗아 많은 사람들이 유민으로 전락하는 경우가 매우 많았으며 반면 대지주들이 출몰하였다. 755년에 토지 분배제 제도가 무너진 이후부터는 중국 중앙 정부는 송나라 시대의 몇몇 예외를 제외하고는 거의 토지 문제에 관여하지 않았으며, 오직 세금을 걷는 일에만 치중하였다.
중앙 정부의 힘이 무너지자, 845년 즈음에는 100여 개가 넘는 수적들과 강도 무리들이 양쯔 강 인근의 도시들을 약탈하였음에도 관군의 저항을 받지 않았다고 전해진다. 858년에는 대운하 인근에 대대적인 홍수가 일어났고, 북부 중국 평원의 토지와 논밭들을 대거 휩쓸며 엄청난 피해를 입혔으며 1만 명이 넘는 사람들이 물에 빠져 익사하였다. 사람들은 이후 당나라가 더 이상 천명을 잃어버렸다고 여기기 시작하였고, 새로운 왕조가 세워져 이 혼란을 끝낼 것이라고 소망하기 시작하였다. 873년에는 대규모의 흉작이 발생하였고, 제국의 근간 자체가 흔들렸다. 어떤 지역에서는 평년의 절반도 안되는 수확량을 거두며 곡물이 태부족해졌고, 사람들이 수없이 굶어죽었다. 당나라 초기에 중앙 정부가 제대로 작동할 때에는 가격 규제나 곡물을 풀고 토지제를 정비하여 이같은 자연재해에 제대로 방비할 수 있었으나, 9세기 후반 경 당나라 조정은 이미 국가를 통치할 능력을 잃어버리고 있던 것이다.

### 후기

#### 중흥
수많은 자연재해들과 반란들이 일어나 당나라의 권위를 깎아먹기는 하였으나, 9세기 초는 대체적으로 당나라의 중흥기로 여겨진다. 당나라가 경제 문제에 그다지 관여하지 않은 것은 뜻하지 않게 상업의 발전과 시장의 개방을 불러왔고, 고리타분한 관료제에 의하여 장악된 시장경제가 풀려나는 계기가 되었다. 780년에는 오래된 정전과 부역제가 월급을 지불하는 용병제로 바뀌었으며, 상인 계급이 등장하여 경제 발전을 촉진했다. 특히 양저우, 쑤저우, 항저우와 같은 대도시들이 당나라 후기에 최고로 경제적으로 발전한 도시였다. 당나라 정부는 건국 초부터 소금 생산과 판매를 독점하였는데, 안사의 난 이후로 이 독점력이 낮아진 이후부터는 상인들에게 소금을 판매할 권한을 주어 유동성을 높였다. 799년에는 이 소금으로 얻는 세입이 정부 총 세입의 절반을 차지할 정도였다. 8세기 후반부터 당나라의 국력이 쇠진하였을 때도 당나라는 여전히 막강한 힘을 가지고 있었고, 945년에 편찬된 구당서에는 828년에 당나라 정부가 전국적으로 규격화된 치수용 체인 펌프를 공시하는 내용의 황실 칙령을 발표하였는데 이 칙령이 전국적으로 잘 효력을 발휘하였다고 적혀 있다. 덕종은 양세법을 실시하여 재정을 건전하게 바꾸었고, 전쟁을 통해 국경을 안정시키려 노력하였다.
당나라의 마지막 명군은 덕종의 뒤를 이어 즉위한 헌종이었다. 780년대에 헌종은 재정 개혁을 감행하였고, 수도에 잘 훈련받은 군대인 신책군을 두어 환관들이 이를 다루게 하였다. 이 군대는 당시 당나라 최정예병들이었고, 798년에 대략 24만 명 정도가 있었다고 전해진다. 806년과 819년 사이에 헌종은 중앙에 반기를 든 세력들을 제압하기 위하여 7번이나 군사 원정을 펼쳤고, 2개를 제외하고는 모두 완벽히 평정하는 데에 성공했다. 헌종은 절도사의 세력도 제한하였으며 일시적이기는 하였으나 절도사의 후계 승계권도 박탈하는 데에 성공했다. 대신 헌종은 중앙이 파견한 군관들을 그 자리에 세웠고, 과거제를 통해 임용된 관리들이 지방을 다스리게 하였다. 이 때의 당나라의 중흥기를 원화중흥이라고 한다. 헌종은 다만 말년에 금단에 빠지고 불교를 맹신하는 등 빛이 퇴락하다가 결국 환관에게 독살당하였다. 헌종의 뒤를 이은 황제들은 사냥, 연회, 향략에 빠져 국정을 제대로 돌보지 않았으며, 결국 환관의 권력이 막대해졌고 관리들은 당파로 나뉘어 서로 싸우는 데에만 몰두하였다. 결국 문종 황제가 환관들을 꺾어 힘을 제한하려 하였으나, 이 것이 실패하며 결국 당나라는 완전히 환관들의 손아귀에 장악되게 되었다.

#### 황소의 난

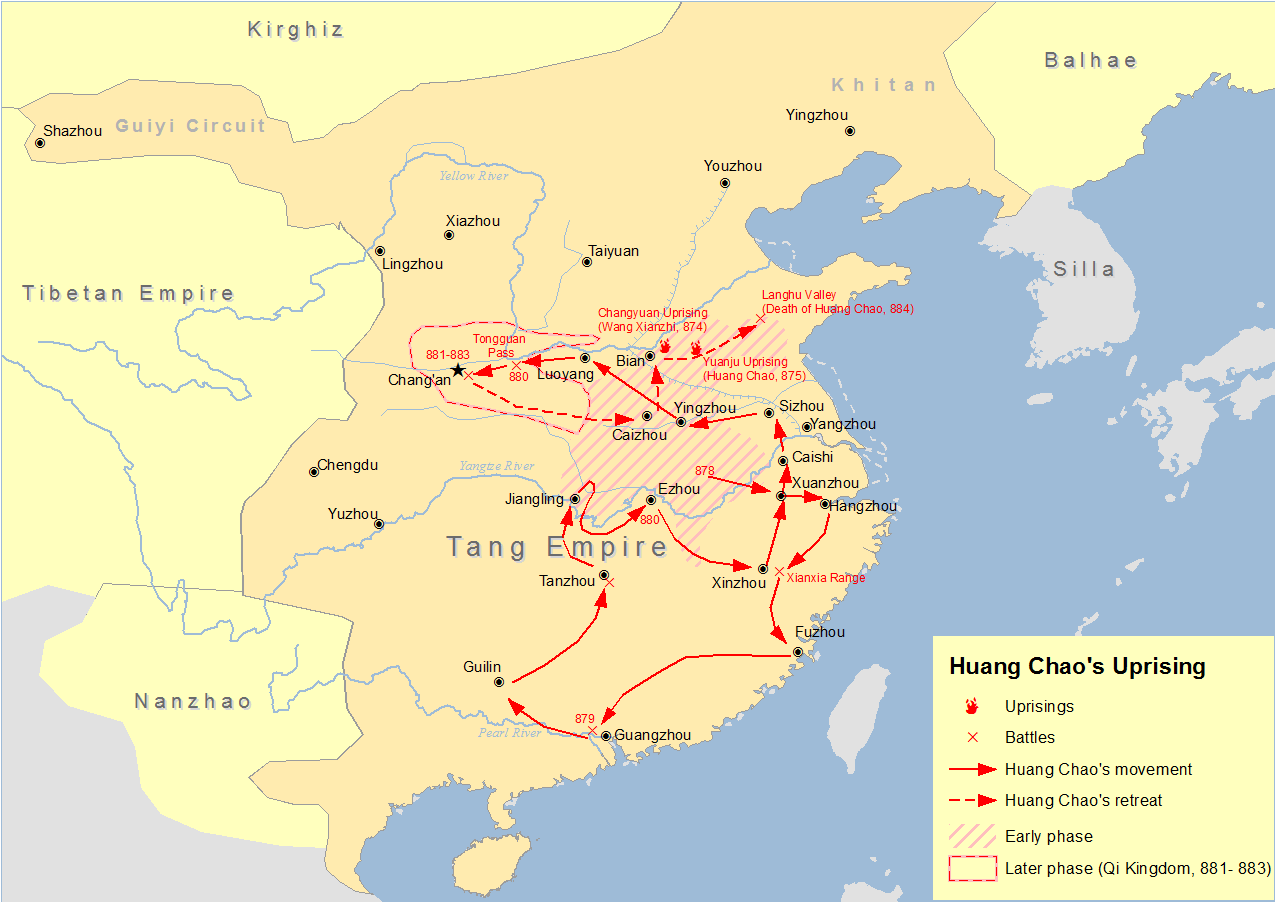
당 말기, 황소의 난 상황도

당나라는 자연 재해와 절도사의 권력 강화 등에다가 희종 때에 황소의 난이 터지며 완전히 멸망의 길을 걷게 되었다. 황소의 난으로 당나라는 장안과 낙양을 둘 다 빼앗겼고, 이를 되찾기 위하여 10년을 고스란히 바쳐야만 하였다. 황소의 난은 결국 당나라 관군에 의하여 진압되기는 하였으나, 당나라는 이후 결코 회복되지 못했고 점차 망해가기 시작한 것이다. 당나라 말기에는 대규모와 소규모의 도적들이 교외 지역을 돌아다니며 약탈을 하였고, 소금 밀매업자들이 횡행하여 세입이 크게 줄었으며 강도들이 상인과 대사들을 공격하며 안전이 크게 위협받았다. 대규모 도적단들은 심지어 성벽으로 둘러쳐져 있는 도시들을 공격하기도 할 정도였다.
황소의 심복으로 한때 황소의 난에 가담했던 주전충은 원래 소금 밀매업자였는데, 전세가 불리해지자 당나라 관군에게 항복하였다. 주전충은 황소를 물리치는 데에 공을 인정받아 절도사의 지위를 얻었고, 막강한 군력을 새롭게 만들어냈다. 주전충은 이후 원정을 하여 당나라에서 가장 강력한 절도사가 되었고, 903년에는 조정을 장악하고 소종을 협박하여 수도를 낙양으로 옮기게 하였으며, 스스로 황제의 자리에 오를 야심을 꿈꾸었다. 904년에 주전충은 소종을 암살하고 그의 어린 아들인 애종을 황제로 세웠다. 905년에는 애종의 형제 9명을 참살하였다. 907년, 주전충은 결국 애종을 퇴위시키고 선양을 받아 황위에 올랐으며, 후량을 건국하며 당나라를 멸망시켰다. 1년 후 주전충은 애종을 독살시켜 죽였다.

## 정치
당 태종은 이전 왕조들의 병폐들을 고치기 위하여 정치적 개혁을 다수 실시했다. 먼저 수나라의 법전을 본받아 당나라의 법전인 당률을 반포하였으며, 나중에는 후대 중국 왕조들, 베트남, 한국, 일본 등도 이를 본받았다. 현재 가장 오래된 당률은 653년에 반포된 것으로, 500개의 법문들로 나누어져 각각 다른 종류의 범죄들과 이를 어떻게 처벌해야 하는지에 대하여 나와있다. 형벌들의 종류에는 가벼운 막대기로 10대 정도 치는 것처럼 형이 얕은 것에서부터 곤장 100대, 연좌제, 사형과 같이 극형들도 존재한다.
당률에 의하면, 같은 범죄를 저질렀다고 하더라도 범죄자의 사회적 신분에 따라 형벌의 세기가 달라진다. 예시를 들자면 종이나 노비가 주인을 죽였을 때에는 무조건 사형이지만, 만일 주인이 노비를 죽였을 때에는 정상참작이 가능하여 벌금을 내고 끝나는 경우도 있었다. 후대의 명나라는 이 당률을 기본으로 하여 대명률을 반포하였다. 또한 송나라도 당률을 기본으로 하였는데, 다만 여성의 재산권과 상속권을 보호하는 등 일부 진보한 바도 있었다.
당나라는 삼성육부제(三省六部制)를 기본적인 정치 제도로 사용했다. 이른바 3개의 성과 6개의 부로 이루어진 정치 구조라는 뜻인데, 3개의 성에는 3성은 중서성(中書省), 문하성(門下省), 상서성(尚書省)으로 나누고, 6부는 이부(吏部), 호부(戶部), 예부(禮部), 병부(兵部), 형부(刑部), 공부(工部)로 나눴다. 이 체계는 당나라가 망하고 난 이후에 세워진 후대 왕조들에게까지 전해졌고, 심지어 중국 최후의 왕조인 청나라 시기까지 지속되었으며 한국, 일본, 베트남 등에게까지 건너가기도 했다. 당나라의 황제들은 자신들의 정치제도가 한나라 시기에서 유래된 것이라고 주장하였으나, 실상을 들여다보면 한나라보다는 남북조 시대의 정치제도와 더 관련이 깊다. 가장 대표적인 것이 6세기의 북주가 사용했던 부병제로, 당나라도 이를 그대로 사용했으며 또한 북위의 균전제도 그대로 모방하였다.
당나라는 3성 6부제를 실시하여, 3성은 중서성(中書省), 문하성(門下省), 상서성(尚書省)으로 나누고, 6부는 이부(吏部), 호부(戶部), 예부(禮部), 병부(兵部), 형부(刑部), 공부(工部)로 나눴다. 중서성의 경우 정책 입안, 문하성의 경우 정책 심의, 상서성의 경우 정책 집행을 하였다. 이 중에서 문하성은 주로 위진남북대부터 성장한 문벌 귀족들이 차지하였으며 문하성의 장인 문하시중은 방대한 권한을 가졌다. 이들은 황제권과 대립하여 재상 중심의 정치를 추구하려고 하였으며 이를 두고 당나라를 귀족 사회라 부르는 원인이 되기도 하였다. 그러나 황제는 점차적으로 황제권을 확대해 나가려고 하였으며 이러한 결과로 인해 송대 중서성과 문하성을 합친 중서문하성이 생겨났다.
율령 체제는 당나라의 행정법으로써 당나라 통치의 기본을 이루었다. 3성 6부로 이뤄진 통치 조직과 지방에 설치한 도, 주, 현 체제로 황제권을 강화하였다.
지방관리는 중앙에서 파견하였다. 지방 행정 체계의 경우 수도는 장안이었다. 그러나 황제들은 낙양으로 치소를 자주 이동하여 집무를 보았다. 이는 장안이 당대에 대도시로 발전했지만 한편으로 인구 증가로 인한 황폐화를 겪기 시작한 데에 있었다. 이러한 장안 일대의 경제력 쇠퇴로 인해 당대에도 장안은 물자 수급 문제를 자주 겪은 데에 비해, 낙양은 주변의 강과 운하를 통해 물자를 안정적으로 공급받을 수 있었다. 그렇기 때문에 황제들은 낙양으로 치소를 자주 옮겼고 낙양은 당대에 동도(東都)라고 불리며 사실상의 제 2의 수도 역할을 하였다.
장안과 낙양을 제외한 상급 행정구역으로는 도(道)가 있었으며 하위 행정구역으로 주(州), 현(縣)이 있었다. 도의 경우 당 태종대에 10도를 설치하였다. 10도의 목록은 다음과 같다.
- 관내도(關內道)·하남도(河南道)·하동도(河東道)·하북도(河北道)·산남도(山南道)·농우도(隴右道)·회남도(淮南道)·강남도(江南道)·검남도(劍南道)·영남도(嶺南道)

이후 현종대에 관내도 내의 장안 일대를 경기도로 분리하고, 하남도 내의 낙양 일대를 도기도로 신설하였다. 또한 산남도를 산남동도·산남서도로 분리하였고, 강남도를 강남동도·강남서도로 분리하였다. 이러한 중국의 중남부 지역에 도를 신설한 행정 개혁은 기존 위진남북조 시대까지 경제의 중심지가 화북에서 당대부터 농법의 발달로 인해 점차 화남으로 이동하는 것을 상징하는 것이기도 했다. 그렇게 하여 15도 체제가 완성되었다. 15도는 다움과 같다.
- 관내도·하남도·하동도·하북도·농우도·회남도·검남도·영남도·경기도(京畿道)·도기도(都畿道)·강남동도(江南東道)·강남서도(江南西道)·검중도(黔中道)·산남동도(山南東道)·산남서도(山南西道)

이외에도 이민족들을 다스리기 위한 기미정책의 일환으로 도호부를 설치하였으나 당의 국력이 약해지면서 이러한 도호부는 유명무실되었다. 고구려를 멸망시키고 설치한 안동도호부의 경우는 고구려를 계승한 발해에 의해 축출되었고, 지금의 신강 지역에 설치되었던 안서도호부는 이 지역의 주도권을 두고 일으킨 이슬람 제국과의 탈라스 전투에 패배함에 따라 약화되다가 최종적으로 토번에 의해 무너졌다. 또한 지금의 몽골 일대에 있었던 돌궐을 축출하고 설치한 안북도호부 역시 현종 대에 폐지되었다. 안남도호부의 경우 치소는 지금의 베트남에 있었으며 다른 도호부에 비해 당말기까지 존속하였으나, 이 또한 송대 이후 베트남의 독립으로 인해 사라졌다.
토지 제도는 균전제, 조세 제도는 조용조, 군사 제도는 부병제를 실시했다.
당나라는 귀족 중심 사회였고 그들은 과거와 음서라는 제도를 통해 관직에 진출하였다. 과거 제도의 경우 단순히 시구를 잘 쓰고 경전에 능통한 문장력 말고 신언서판 또한 봤기 때문에 귀족에게 유리하게 작용하였다.
당나라 때는 차가 처음으로 재배되어서 해외로 많이 수출됐다. 또한 화북 지방에는 2년 3모작이 가능하게 되어 농업 생산량이 크게 증가하였고 영토가 넓어짐에 따라 비단길을 통한 무역이 활발하게 이루어져 상업이 발달하고 양저우 같은 도시들이 크게 성장하였다. 또한 화폐 유통도 활발하게 이루어져 어음인 비전이 사용되었고 행(行)이라는 상인 조합도 생겼다.

## 기원
당나라 황실의 생물학적 혈통에 대해선 여러 주장이 있는데 선비화한족설, 한화선비설, 호한혼혈설 등이 있다. 설들의 출처는 진인각(陳寅恪), 장경(張競), 요미원(姚薇元) 등이다. 이미 선비족 왕조는 북위 효문제 이래 적극적인 한화 정책을 펼쳤다. 그 중 하나인 제도가 선비족과 한족의 통혼이었다. 효문제 스스로 최씨, 노씨, 정씨, 왕씨 그리고 농서 이씨 가문의 여식들을 입궁 시키고 효문제의 여섯 형제들에게도 한족 사대부의 여식을 정부인으로 들이도록 강제했다. 당시 선비족 황족과 한족 사대부의 통혼이 이루어지자 일반 선비인들도 한인과 통혼하는 것이 유행했다. 이때부터 사실상 한족과 선비족의 혼혈과 교류가 활발하게 되었다. 따라서 당나라 황실은 선비족과 혼혈인 한족의 혈통이다.
당 왕조 수립의 주체는 북주 시대 6진을 중심으로 형성된 군벌인 8주국 관롱집단이라 불리는 세력으로, 이들은 북주에서 군벌집단으로 활동하며 집안끼리의 통혼을 통해 연척으로 맺어져 있었다. 북주의 우문씨와 수의 양씨, 당의 이씨 모두 당시 실세인 무천진 군벌, 소위 관롱집단(關隴集團)이라 불렸던 세력에서 나왔다.
당 고조(이연)의 할아버지 이호는 대야(大野), 수문제(양견)의 아버지 양충은 북주 때만 해도 보육여(普六茹)라는 선비족 성을 하사받았기도 했고(수 왕조 개창 전후에 다시 복원) 당 고조 이연의 어머니는 관롱집단의 일원인 독고씨에서 나왔다.
이후 당 황실은 오호십육국시대 서량의 태조 흥성제의 8세손이 당 고조 이연이 된다고 할 수 있다. 당태종이 장안성에 입성한 직후의 노자 사당부터 만들었던 이유가 노자의 후손과 선비족(어머니)이 결합한 가문이기 때문이었다. 당나라 황실의 계보를 따지면 농서 이씨인 당 황실의 시조는 춘추전국시대 유명한 사상가 노자이며 이후 전국시대 이신, 한나라의 명장 이광, 이릉 등을 조상으로 두고 있다. 이후 당 황실은 오호십육국시대 서량의 태조 흥성제의 8세손이 당 고조 이연이 된다. 이와 관련해 진인각은 한족설에 어느정도 동조를 하면서 이당의 선세는 조군 이씨의 몰락한 집안이 아니면 조군 이씨로 모칭한 것이라 보았다. 진인각의 주장은 중국 학계에서 대체로 수용되는 편이다.
우리 이씨는 예전에 농서지방에서 귀갑과 보옥을 상당수 소유할 정도로 부유했다. 할아버지 대에 이르러 제왕과 인척이 되었고, 내가 의병을 일으키자 사방에서 구름처럼 모여들어 수개월 지나지 않아 천자에 올랐다. 이전 시대의 황제로 말하자면 대다수는 미천한 출신들로 군대를 지휘하고 진형을 포진시키느라 고생하면서 결코 안심하고 살지 못했다. 공은 대대로 녹을 받는 명가로 회복했고, 지위가 매우 높고 중요한 직무를 담당하는 관직을 지냈는데 어찌 고작 문서 담당 관리 출신인 소하, 조참과 같을 수 있겠는가? 오직 나와 공만이 오랜 시간이 지난 후에 선현들에게 부끄럽지 않을 것이다.

창업한 군주와 신하 모두 귀족으로 하, 은, 주 3대 이후 모든 왕조는 우리 당나라에 미치지 못한다. 고조는 팔주국 당공의 손자이며, 북주의 명의와 수나라의 원진 두 황후의 외척으로 북주 태사 두의의 딸과 결혼하여 북주 태조의 사위가 되었다. 재상 소우, 진숙달은 양나라와 진나라 제왕의 아들이었고, 배구, 우문사급은 북주 태사와 수나라의 부마도위였으며, 양공인, 보덕이, 두항은 이전 왕조 사보의 후손이었다. 배적, 당검, 장손순덕, 굴돌통, 유정회, 두궤, 두종, 시소, 은개산, 이정 등은 모두 귀족의 후예였다. 한고조 유방, 소하, 조참, 한신, 팽월의 가문들에 비하면 어찌 가문의 등급으로 말할 수 있겠는가!— 소면(蘇冕)

## 문화

#### 학문
과거 제도에서는 유교에 관련된 서적에 대한 지식을 테스트했다. 그래서 유학과 문학이 크게 발달하였는데 당나라 때에는 훈고학이라는 것이 크게 발달하였다. 이로 인해 사상의 획일화가 나타나기도 하였다.

#### 문학
문학 역시 귀족 중심의 시가 발달하였는데 이백과 두보가 대표적인 시인이며 왕유, 백거이 또한 유명하였다. 후기에는 산문 분야에서 5호16국 시대 이후 유행하였던 수사와 형식미에만 치중한 변려문 대신 고문으로 돌아가자는 고문운동이 일어났다. 이러한 고문운동을 주장한 대표적인 학자로는 한유, 유종원이 있다.

#### 종교
당대의 종교 문화는 황실에서 숭배된 도교와 민중과 지식인들 사이에 유행한 불교와의 대립과 공존이 큰 비중을 차지했다.

##### 불교
5호16국 시대 이후 대중적으로는 불교가 가장 널리 퍼져 있었다. 당시 아직 주술적인 성격에 그치지 않았던 도교나 도덕적인 규범에만 그친 유교와 달리 불교는 오랜 시간 인도에서의 학파 간 논쟁을 통해 논리적으로 정연한 체계를 갖췄을 뿐만 아니라 현생에 공덕을 베풀면 보다 나은 내생을 보장해준다는 윤회사상이나 계급 간 평등을 주장하는 한편 주술적인 성격 또한 가짐으로써 민중 친화적인 면도 있었기 때문이다. 당대에는 현장에 의해 미륵불의 도래를 주장한 법상종이 전래되었으며, 불교를 통한 문화적인 교류 또한 이어져 현장이 지은 대당서역기라는 책은 인도와 동남 아시아에 대한 내용을 담고 있다. 그러나 불교는 중국 고유의 종교가 아닌 서역으로부터 전해졌다는 이유로 오랑캐의 종교라는 인식 또한 있었으며, 불교의 팽창으로 인한 사원의 팽창은 국가 재정에 부담을 주게 되었다. 이러한 사원의 증가로 인한 사회적 문제로 인해 당 무종 대에 회창폐불이라는 법난(法亂)이 일어나게 되어 불교는 큰 타격을 받게 되었으며, 이후 폐불 사건에 타격을 받지 않은 선종이 교종을 대체하여 중국 불교의 주류로 떠올랐다. 이러한 당대 불교의 번성은 기존 유학과 다른 형이상학적인 면이 강조된 신유학의 형성에 영향을 끼쳤다.

##### 도교
당 황실이 공식적으로 가장 오랜 기간 숭배한 종교는 도교였다. 이세민은 노자와 성이 같다는 이유로 도교를 숭배하였으며 이러한 기조는 고조 무덕 8년(625)의 조서에서 유불도 3교의 순서를 도교 - 유교 - 불교 순으로 정함으로써 공식화되었다. 당 태종 때에는 불교와 도교의 관계를 도선불후(道先佛後)라고 함으로써 재확인되었다. 이러한 추세가 뒤집어지기 시작한 것은 당 고종 때였다. 고종은 도불병제(道佛竝齊)를 선포하여 기존에 우위에 있었던 도교와 불교를 동등한 관계에 두었다. 그 후 독실한 불자였던 측천무후는 불선도후(佛先道後)를 원칙으로 하여 불교를 도교보다 우위에 두어 사실상 불교를 국교화하였다. 이러한 불교의 도교에 대한 우위는 측천무후를 몰아낸 이후 당 예종의 조서에서 불도제행병진(佛道齊行竝集)을 발표하여 불교와 도교는 동등한 관계에 있게 되었다. 결국 최종적으로 당 현종 대에 다시 도선불후로 돌아감으로써 도교는 불교보다 우월한 위치에 있게 되었다.唐 전기의 불교정책과 儒ㆍ佛ㆍ道 先後論 이외에도 당 무종 또한 도교에 심취하여 단약을 자주 먹었다고 한다.

##### 기타 종교
당나라 때는 무역이 크게 발달하였기 때문에 조로아스터교, 마니교 등도 전파되었다. 기독교 교파인 경교가 당나라에 들어와서 대진사라는 교회를 짓기도 하였다.

#### 영향
당나라의 문화는 아시아 각국에 영향을 미쳤으며 일본에서도 나라 시대와 헤이안 시대에 견당사를 파견하여 당나라 문물을 수입해갔다.

## 대외 관계
그 당시 나라 시대였던 일본은 때 당나라와 긴밀하게 통교하고 있었다. 당나라와 교역을 하면서도 항상 견제를 하던 발해는 812년 당나라가 신라와 손을 잡고 발해원정에 나서자 일본과 동맹하여 신라를 적대시 하였다. 따라서 당시 동아시아 정세는 신라와 당나라, 발해와 일본의 이분구도를 이루게 되었다. 일본은 836년에 견신라사 파견을 중단하고 이어서 838년에 견당사 파견을 중단하여 발해와의 관계만을 유지했다.

## 같이 보기
- 당나라의 역대 황제
- 당나라 황제 계보도

## 참고 문헌
- Adshead, S.A.M. (2004), 《T'ang China: The Rise of the East in World History》, New York: Palgrave Macmillan, ISBN 978-1-4039-3456-7
- Ebrey, Patricia Buckley; Walthall, Anne; Palais, James B. (2006), 《East Asia: A Cultural, Social, and Political History》, Boston: Houghton Mifflin, ISBN 978-0-618-13384-0
- Ebrey, Patricia Buckley (1999), 《The Cambridge Illustrated History of China》, Cambridge: Cambridge University Press, ISBN 978-0-521-66991-7 (페이퍼백).
- Du, Wenyu (1998), “Tang Song Jingji Shili Bijiao Yanjiu” [Comparative Study of Tang and Song Dynasty's Economic Strength], 《Researches in Chinese Economic History》 1998 (4), ISSN 1002-8005
- Eberhard, Wolfram (2005), 《A History of China》, New York: Cosimo, ISBN 978-1-59605-566-7
- Fairbank, John King; Goldman, Merle (2006) [1992], 《China: A New History》 2 enlarg판, Cambridge, MA; London: The Belknap Press of Harvard University Press, ISBN 978-0-674-01828-0

- Chinese history (영국, 소책자)
- 이야기 중국사 (대한민국, 서적)
- Great dragon of Asia (영국, 소책자)